# Los niños invisibles
Los niños invisibles es una película dramática colombiana de 2001 dirigida y escrita por Lisandro Duque Naranjo y protagonizada por Guillermo Castañeda, Ingrid Cielo Ospina, Gustavo Camacho, Gustavo Angarita y Marcela Valencia. La cinta ganó el premio especial del jurado en el sexto festival internacional de cine para la infancia en Montreal, Canadá en el 2002 y el premio al mejor guion en el quinto festival internacional de cine para la infancia y la juventud en Olimpia, Grecia, también en 2002.

## Sinopsis
Tres niños están obsesionados con la idea de volverse invisibles, a tal punto que realizan un extraño ritual en el que deben sacrificar varios animales y dirigirse a media noche a un cementerio para que las fuerzas de la oscuridad los haga invisibles para el ojo humano.

## Reparto
- Guillermo Castañeda es Rafael.
- Ingrid Cielo Ospina es Martha Cecilia.
- Gustavo Angarita es Fernando.
- Gustavo Camacho es Fernando.
- Juvenal Camacho es Gonzalo.
- Inés Prieto es la madre de Rafael.
- Hernando Montenegro es el padre de Rafael.
- Carolina Vivas es la madre de Martha Cecilia.
- Marcela Valencia es la madre de Gonzalo.
- Álvaro García Trujillo es el padre de Gonzalo.
- Maria Angélica Rengifo es la hermana de Gonzalo.
- Martha Osorio es la madre de Fernando.